# Z0-systemet
Z0-systemet bestämmer kön hos vissa organismer. Hos individer av arter från dessa grupper har hannarna två Z-kromosomer, medan honorna ett Z-kromosom. Av de obefruktade äggcellerna innehåller alltså omkring hälften noll-kromosomen, medan övriga således, i likhet med samtliga hannarnas sädesceller, innehåller Z-kromosomen.